# Marguerite de Clare (1287-1333)
Pour les articles homonymes, voir Marguerite de Clare.
Marguerite de Clare, baronne Badlesmere (1er avril 1287 - 22 octobre 1333 / janvier 1334) est une aristocrate normande-irlandaise, épouse du baron Bartholomew de Badlesmere.
Elle est emprisonnée à la Tour de Londres de novembre 1321 à novembre 1322, ce qui en fait la première femme prisonnière connue de l'histoire de la Tour,. Elle a été enfermée pour avoir ordonné un assaut contre Isabelle de France, épouse du roi Édouard II d'Angleterre. Avant que Marguerite ait demandé à ses archers de tirer sur Isabelle et son escorte, elle lui avait refusé l'entrée au château de Leeds où son mari occupait le poste de gouverneur, mais qui était légalement la propriété de la reine, faisant partie de son douaire. Marguerite a rendu la place le 31 octobre 1321 après avoir été assiégé par les forces du roi. La prise du château de Leeds a été le catalyseur qui a conduit à la guerre des Despenser.

## Biographie

### Famille
Marguerite est née en Irlande ou en Angleterre aux alentours du 1er avril 1287. Elle est la plus jeune fille de Thomas de Clare, seigneur de Thomond et de Juliana FitzGerald, et la petite-fille de Richard de Clare, comte de Hertford et Gloucester. Elle a deux frères, Gilbert de Clare, seigneur de Thomond, et Richard de Clare, qui est tué à la bataille de Dysert O'Dea en 1318, elle a aussi une sœur aînée, Maud, dont le premier mari était Robert de Clifford, 1er baron de Clifford. Marguerite a également un demi-frère illégitime, lui aussi nommé Richard.
Son père meurt le 29 août 1287, alors qu'elle n'a que cinq mois. La cause de son décès n'a jamais été établie par les historiens. Sa mère épouse son deuxième mari, Nicholas Avenel, peu de temps après, mais la date exacte de ce mariage n'est pas connue. Entre le 11 décembre 1291 et le 16 février 1292, Marguerite a un nouveau beau-père lorsque sa mère épouse son troisième mari, Adam de Cretynges.

### Héritage
Une série d'inquisitions post mortem tenues en réponse à des brefs délivrés le 10 avril 1321 a établi que Marguerite et Maud étaient les héritières de leur neveu Thomas. Le domaine de Thomas comprenait l'intendance de la forêt d'Essex, la ville et le château de Thomond et de nombreuses autres propriétés en Irlande.

### Mariages et descendance
Elle épouse avant 1303 Gilbert de Umfraville, fils de Gilbert de Umfraville, comte d'Angus et d'Elizabeth Comyn. Lors de leur mariage, le comte d'Angus accorda au couple les manoirs de Hambleton et de Market Overton, et quand Gilbert mourut sans descendance avant 1307, les manoirs passèrent à Marguerite.
À une date non enregistrée mais antérieure au 30 juin 1308, date où le couple reçut conjointement le manoir de Bourne dans le Sussex, Marguerite épouse Bartholomew de Badlesmere, un soldat et officier de justice anglais qui fut ensuite créé baron Badlesmere en 1309. Il occupait le poste de gouverneur du château de Bristol depuis 1307 et, au cours de sa vie, a accumulé de nombreuses subventions et fonctions rémunératrices. Il est possible que le mariage ait été arrangé par son beau-frère, le baron Clifford. En effet, Badlesmere avait été l'un des mandataires de Clifford pendant les guerres écossaises. Clifford a été tué lors de la bataille de Bannockburn, où Badlesmere a également combattu.
Les cinq enfants de Marguerite et du baron Badlesmere sont : 
- Margery de Badlesmere (1308 / 1309-18 octobre 1363), mariée avant le 25 novembre 1316 avec William de Ros, 2e baron de Ros, avec qui elle eut six enfants.
- Maud de Badlesmere (1310-24 mai 1366), mariée en premier lieu à Robert FitzPayn ; épouse en secondes noces, John de Vere, 7e comte d'Oxford, avec qui elle a sept enfants.
- Élisabeth de Badlesmere (1313-8 juin 1356), mariée d'abord en 1316 à Edmond Mortimer, fils aîné de Roger Mortimer, 1er comte de March et de Jeanne de Geneville ; elle épouse ensuite, en 1335, Guillaume de Bohun, 1er comte de Northampton et eut des enfants par les deux mariages.
- Gilles de Badlesmere, 2e baron Badlesmere (18 octobre 1314 - 7 juin 1338), épouse Élisabeth Montagu, mais meurt sans descendance.
- Marguerite de Badlesmere (née en 1315), épouse John Tiptoft, 2e Lord Tiptoft, avec qui elle eut un fils, Robert Tiptoft.

Lorsque Marguerite visite le manoir de Cheshunt dans le Hertfordshire en 1319, elle est prise en otage par un groupe de soixante personnes. Ses ravisseurs ont exigé une rançon de 100 £ pour sa libération. Elle est détenue pendant une nuit avant d'être secourue le lendemain par le favori du roi, Hugues le Despenser. Hugues était marié à sa cousine, Éléonore de Clare, nièce du roi et fille aînée de Gilbert de Clare, 7e comte de Gloucester et de Jeanne d'Angleterre. Le roi a ordonné l'arrestation et l'emprisonnement de vingt de ses ravisseurs, cependant, ils ont tous été graciés.

## Le siège de Leeds
Le mari de Marguerite est nommé gouverneur du château royal de Leeds dans le Kent au cours de la cinquième année du règne d'Edouard II, en 1312. En octobre 1321, la reine Isabelle partit en pèlerinage au sanctuaire de Saint-Thomas à Canterbury. Elle décida d'interrompre son voyage en s'arrêtant au château de Leeds, qui légalement lui appartenait, tout comme la forteresse et ses domaines, faisant partie de son douaire. Badlesmere, qui était alors mécontent du roi Édouard et avait rejoint les rangs de ses adversaires, était parti assister à une réunion des Contrariants  à Oxford et avait laissé Marguerite responsable du château.
Peu de temps auparavant, le baron avait déposé tous ses trésors et biens à l'intérieur du château pour les mettre à l'abri.
En raison de sa forte aversion pour Isabelle ainsi que de son propre caractère belliqueux et querelleur, Marguerite refusa l'entrée à la reine.
Francis Lancellott a suggéré que son antipathie envers la reine avait ses origines vers 1317 lorsqu'elle avait demandé à Isabelle d'utiliser son influence pour un proche qui cherchait un poste au bureau de l'Échiquier. Quand Isabelle refusa sa demande pour des raisons inconnues, une querelle s'est ensuivi et Marguerite devint l'ennemi de la reine.
Marguerite aurait dit au maréchal d’Isabelle, qu'elle rencontra sur le pont-levis, que "la reine doit chercher un autre logement, car je n'admettrais personne dans le château sans un ordre de mon seigneur". Après avoir délivré son message, elle ordonna à ses archers de pointer leurs flèches sur Isabelle depuis le rempart lorsque la reine s'approcha de la barbacane extérieure , pour tenter d'entrer dans le château de force. La volée de flèches tua six soldats de l'escorte royale, et obligea Isabelle à se retirer précipitamment et à chercher un autre logement pour la nuit. L'historien Paul Charles Doherty suggère que le pèlerinage était une ruse de la part du roi et de la reine pour créer un casus belli. Edouard aurait su à l'avance que le baron était avec les Contrariants à Oxford et avait laissé le château de Leeds entre les mains de la baronne belliqueuse et hostile ; il aurait donc donné pour instructions à Isabelle de s'arrêter délibérément à Leeds, sachant qu'elle se verrait probablement refuser l'entrée. Utilisant l'insulte contre la reine comme prétexte, il serait alors en mesure de rassembler les nobles modérés et la population outragée à ses côtés afin d'écraser les Contrariants.
Lorsque le roi entendit parler de l'accueil que Marguerite avait donné à son épouse, il s'indigna et rassembla une force considérable d'hommes "âgés de seize à soixante ans", dont au moins six comtes  pour le rejoindre dans une expédition qu'il mena promptement contre Marguerite et sa garnison pour venger l'insulte grave infligée à la reine. Après un assaut implacable de la forteresse, qui résista pendant plus de cinq jours, Marguerite se rendit le 31 octobre après avoir reçu une "promesse de miséricorde" d'Edouard. Tout au long du siège, elle espérait que le comte de Lancastre arrive avec ses soldats pour la secourir, mais il avait refusé de le faire, tout comme les autres Contrariants, ce qui la laissa seule pour défendre le château, simplement assistée par le neveu de son mari, Bartholomew de Burghersh, et la garnison. Le baron, bien que favorable à la conduite de sa femme, avait trouvé refuge à Stoke Park, siège de l'évêché de Lincoln, cependant il réussit à envoyer quelques chevaliers de Witney pour augmenter les troupes de la garnison. Une fois que le roi eut pris possession du château et du trésor des Badlesmere, le sénéchal Walter Colepepper et douze soldats de la garnison furent pendus sur les remparts,. Marguerite est alors arrêtée et envoyée comme prisonnière, avec ses cinq enfants et Bartholomew de Burghersh, à la Tour de Londres, ; elle est donc devenue la première femme emprisonnée dans la Tour,. Lors de son voyage vers la forteresse, elle a été insultée et moquée par les citoyens de Londres qui, par loyauté envers Isabelle, avaient suivi sa progression dans les rues pour exprimer leur fureur contre la personne qui avait osé maltraiter leur reine.

### Conséquences
La victoire du roi à Leeds, accomplie avec l'aide de six comtes influents, dont ceux de Pembroke et de Richmond, l'encouragea à récupérer et à affirmer les pouvoirs et prérogative que le comte de Lancastre et les Seigneurs Ordonnateurs lui avaient si longtemps refusés,. L'oligarchie baronniale dominante se divisa en factions. Beaucoup de nobles qui avaient été hostiles à Edouard se précipitèrent à ses côtés pour réprimer l'insurrection des seigneurs des Marches, connue sous le nom de Guerre des Despenser, qui avait éclaté après que le roi eut rappelé en Angleterre les Despenser que les Ordonnateurs l'avaient contraint à bannir en août 1321. Les premières étincelles du soulèvement avaient été allumées lorsqu'Hugues le Despenser le Jeune avait persuadé le roi de lui accorder des terres dans les Marches galloises qui appartenaient légitimement à des barons tels que Roger Mortimer, son oncle Roger Mortimer de Chirk, et Humphrey de Bohun, 4e comte de Hereford, un Ordonnateur convaincu bien que beau-frère du roi. Ils avaient formé une confédération et lancé des raids dévastateurs contre les propriétés des Despenser au Pays de Galles, et Mortimer marcha sans succès sur Londres. Ces événements, en plus de la situation tendue du royaume, ont finalement conduit les Ordonnateurs à contraindre le roi à exiler les favoris. Cependant, après sa prise du château de Leeds et les peines sévères infligées à Marguerite de Clare et à sa garnison, le roi Édouard défia les Contrariants en persuadant les évêques de déclarer le bannissement des Despenser illégal lors d'une convocation du clergé, et il les rappela d'exil. Cet acte a eu des conséquences désastreuses : en plus de la guerre, il conduisit à la domination complète des Despenser sur le roi et le royaume, conduisant à l'invasion de l'Angleterre en 1326 par Roger Mortimer et la reine Isabelle, leur prise du pouvoir, l'exécution des Despenser, et enfin, la déposition d'Edouard.

## Emprisonnement
Le baron Badlesmere tenta d'excuser les actes belliqueux de sa femme en déclarant que lorsqu'il avait laissé Marguerite responsable de Leeds, il lui avait donné des instructions strictes lui interdisant d'admettre qui que ce soit à l'intérieur du château sans son autorisation. Il a insisté sur le fait que cela incluait la reine, affirmant que "la prérogative royale du roi en cas de refus d'entrée ne devrait pas être supposée conférer un droit légal à la reine, qui n'était que sa femme". À la suite de l'emprisonnement de Marguerite, Badlesmere resta fermement aligné avec les adversaires du roi, et peu de temps après, il participa à la rébellion du comte de Lancastre. Le baron est capturé après avoir participé à la bataille de Boroughbridge le 16 mars 1322 qui s'est terminée par une victoire royaliste. Après son procès à Canterbury, il est exécuté à Blean le 14 avril 1322.
Marguerite resta emprisonnée dans la Tour jusqu'au 3 novembre 1322, date à laquelle elle est libérée grâce à son gendre William de Ros. On peut supposer que ses enfants ont été libérés avec elle, mais aucun enregistrement des dates exactes de leur libération n'a été trouvé.

## Libération
Marguerite se retira au couvent de sœurs franciscaines, à l'extérieur d'Aldgate, où l'abbesse Alice de Sherstede connaissait personnellement la reine Isabelle, qui s'intéressait aux affaires commerciales du couvent. Le 13 février 1322/3, le roi accorda à Marguerite une allocation de deux shillings par jour pour son entretien, qui lui fut versée par le shérif d'Essex. Elle a également reçu une proportion considérable des manoirs de son défunt mari pour son douaire.
Edouard manifesta de nouveau sa bonne volonté envers Marguerite le 1er juillet 1324, en lui donnant "la permission d'aller chez ses amis dans le royaume où elle le ferait, à condition qu'elle soit toujours prête à venir voir le roi une fois convoquée". Il semble qu'après cela, elle ait habité à Hambleton, Rutland, car c'est là que le 27 mai 1325, elle présenta une pétition concernant des biens à Chilham.
Son fils Gilles obtint l'annulation de la confiscation des biens de son père en 1328, et devint le deuxième baron Badlesmere.
Marguerite meurt entre le 22 octobre 1333  et le 3 janvier 1333/4.